# Torneo de Acapulco 2020
El Abierto Mexicano Telcel 2020 fue un evento de tenis del ATP Tour 2020 en la serie ATP 500 y del WTA Tour 2020 en la serie WTA International Tournaments. Se disputó en Acapulco, México en el hotel resort Princess Mundo Imperial desde el 24 hasta el 29 de febrero de 2020 tanto el torneo femenino como el torneo masculino.

## Distribución de puntos
| Modalidad            | Campeón | Finalista | Semifinales | Cuartos de final | 2.ª ronda | 1.ª ronda | Clasificados | 2.ª ronda de clasificación | 1.ª ronda de clasificación |
| Individual masculino | 500     | 330       | 200         | 100              | 50        | 0         | 25           | 13                         | 0                          |
| Dobles masculino     | 500     | 300       | 180         | 90               | –         | –         | 45           | 25                         | 0                          |

| Modalidad           | Campeona | Finalista | Semifinales | Cuartos de final | 2ª ronda | 1ª ronda | Clasificadas | 2ª ronda de clasificación | 1ª ronda de clasificación |
| Individual femenino | 280      | 180       | 110         | 60               | 30       | 1        | 18           | 12                        | 1                         |
| Dobles femenino     | 280      | 180       | 110         | 60               | 1        | -        | -            | -                         | -                         |

## Cabezas de serie

### Individuales masculino
| Tenista               | Ranking | Preclasificado |
| Rafael Nadal          | 2       | 1              |
| Alexander Zverev      | 7       | 2              |
| Stan Wawrinka         | 16      | 3              |
| Félix Auger-Aliassime | 18      | 4              |
| John Isner            | 19      | 5              |
| Nick Kyrgios          | 21      | 6              |
| Grigor Dimitrov       | 22      | 7              |
| Dušan Lajović         | 23      | 8              |

- Ranking del 17 de febrero de 2020.[3]

### Dobles masculino
| Tenista                            | Ranking | Preclasificado |
| Juan Sebastián Cabal Robert Farah  | 3       | 1              |
| Łukasz Kubot Marcelo Melo          | 17      | 2              |
| Marcel Granollers Horacio Zeballos | 22      | 3              |
| Max Purcell Luke Saville           | 79      | 4              |

### Individuales femenino
| Tenista         | Ranking | Preclasificada |
| Sloane Stephens | 34      | 1              |
| Yafan Wang      | 57      | 2              |
| Marie Bouzková  | 60      | 3              |
| Lauren Davis    | 62      | 4              |
| Venus Williams  | 66      | 5              |
| Lin Zhu         | 69      | 6              |
| Heather Watson  | 74      | 7              |
| Nao Hibino      | 75      | 8              |

- Ranking del 17 de febrero de 2020.

### Dobles femenino
| Tenista                             | Ranking | Preclasificada |
| Georgina García Pérez Sara Sorribes | 115     | 1              |
| Desirae Krawczyk Giuliana Olmos     | 123     | 2              |
| Ellen Perez Storm Sanders           | 131     | 3              |
| Monique Adamczak María Sánchez      | 152     | 4              |

## Campeones

### Individual masculino
Rafael Nadal venció a  Taylor Fritz por 6-3, 6-2

### Individual femenino
Heather Watson venció a  Leylah Annie Fernandez por 6-4, 6-7(8-10), 6-1

### Dobles masculino
Łukasz Kubot /  Marcelo Melo vencieron a  Juan Sebastián Cabal /  Robert Farah por 7-6(8-6), 6-7(4-7), [11-9]

### Dobles femenino
Desirae Krawczyk /  Giuliana Olmos vencieron a  Kateryna Bondarenko /  Sharon Fichman por 6-3, 7-6(7-5)